# Aiteta schaeferi
Aiteta schaeferi är en fjärilsart som beskrevs av Felix Bryk 1913. Aiteta schaeferi ingår i släktet Aiteta och familjen trågspinnare. Inga underarter finns listade i Catalogue of Life.